# Theodor Hilšer
Theodor Hilšer, křtěný Theodor Josef (10. dubna 1866 Kamenná u Příbramě – 5. prosince 1930 Praha-Vinohrady) byl český malíř, výtvarník, ilustrátor a kolorista.

## Život
Narodil se ve vsi Kamenná nedaleko Příbrami, pozdější součásti obce Milín, ve středních Čechách v rodině správce Josefa Hilšera a jeho ženy Josefy rodem Königové. Studoval nižší reálné gymnázium v Praze, roku 1891 absolvoval Akademii výtvarných umění v Praze, kde studoval u profesorů Františka Sequense, Františka Čermáka a Antonína Lhoty. Poté podnikl studijní cestu Německu, Francii a Nizozemí.
Zemřel 5. prosince 1930 na pražských Vinohradech.

## Dílo
V tvorbě Theodora Hilšera se často objevují historické náměty, především z české národní historie. Žil a tvořil v Praze. První veřejně vystavovanou prací byl obraz Ahasver, vystavený v Rudolfinu roku 1888. Dva roky poté zde vystavil veliký obraz Odevzdání privilegií svobod města Mladoboleslavským, který maloval pro zasedací síň radnice v Mladé Boleslavi. Podílel se také na výzdobě opon několika českých a moravských divadel, konkrétně divadelního sálu Národního domu v Přerově (1897) či městského divadla v Mladé Boleslavi (1909). Získal také 2. cenu v soutěži o návrh opony pro Smetanův dům v Litomyšli, který byl pak uložen v městském muzeu. Jeho obrazy byly zakoupeny také pro zkrášlení interiérů Nové radnice v Prostějově, dokončené roku 1914.

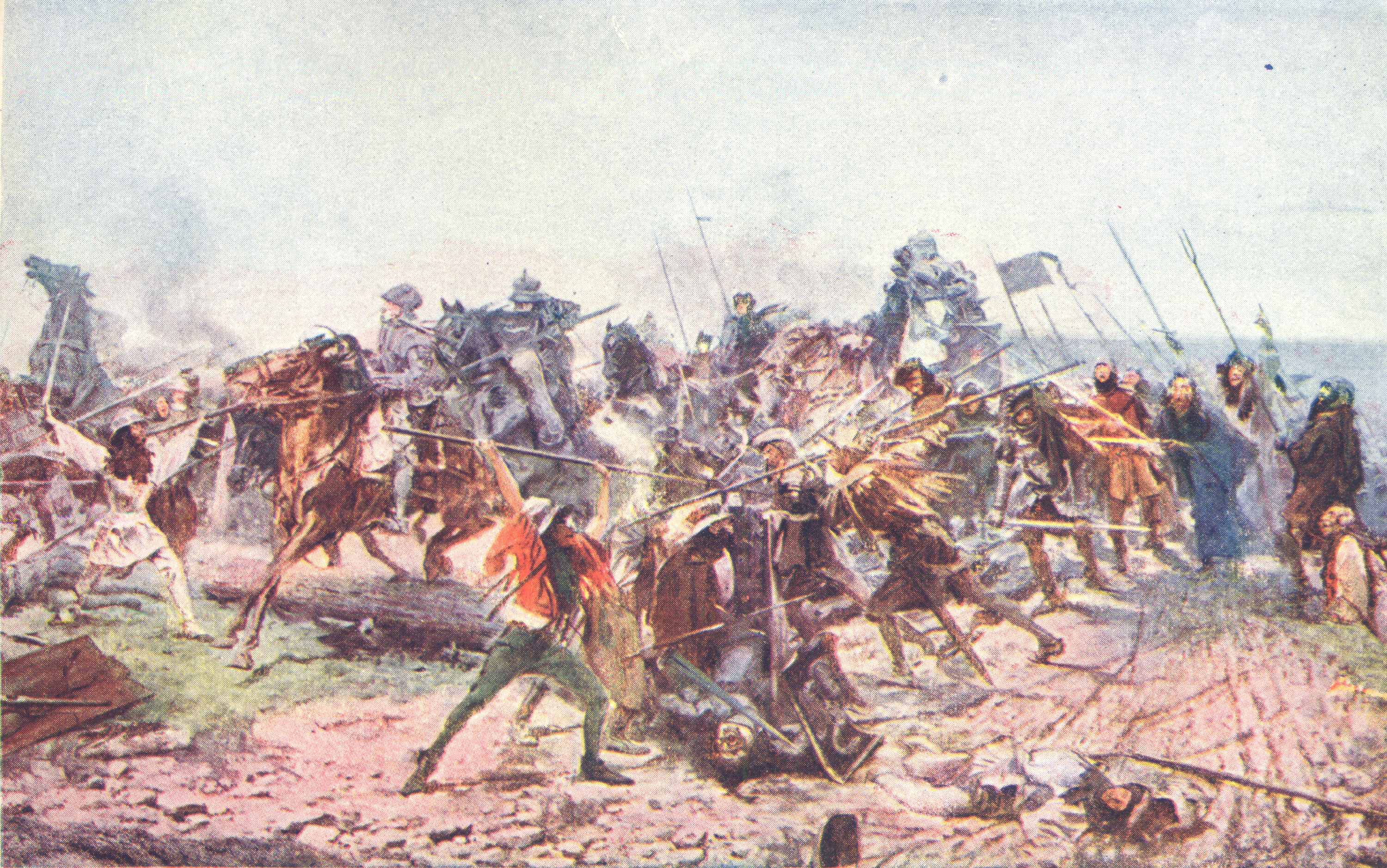
Útok panské jízdy z panoramatického obrazu panoramatu Bitva u Lipan

Portrétoval mj. herečku Leopoldinu Ortovou de Pauli, ředitele Zemské banky dra. Karla Mattuše, pěvce Josefa Lva, vinohradského starostu Jana Prokopce a další. Jako kolorista spolupracoval s Luďkem Maroldem při tvorbě panoramatického obrazu panoramatu Bitva u Lipan.

### Obrazy (výběr)
- Ahasver
- Lesní kvítí
- Odevzdání privilegií svobod města Mladoboleslavským
- Koketa
- Sličné dámy
- Sardanapal (7 x 4 m)
- Thamar
- Madonna

## Galerie

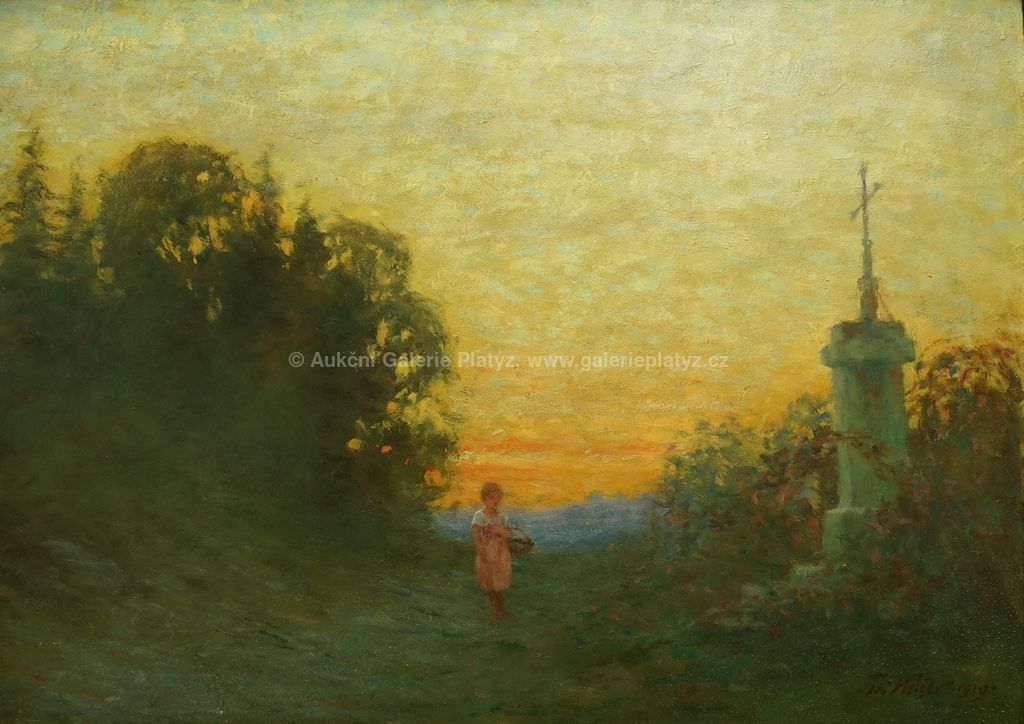
Procházka při soumraku (olej na kartonu)
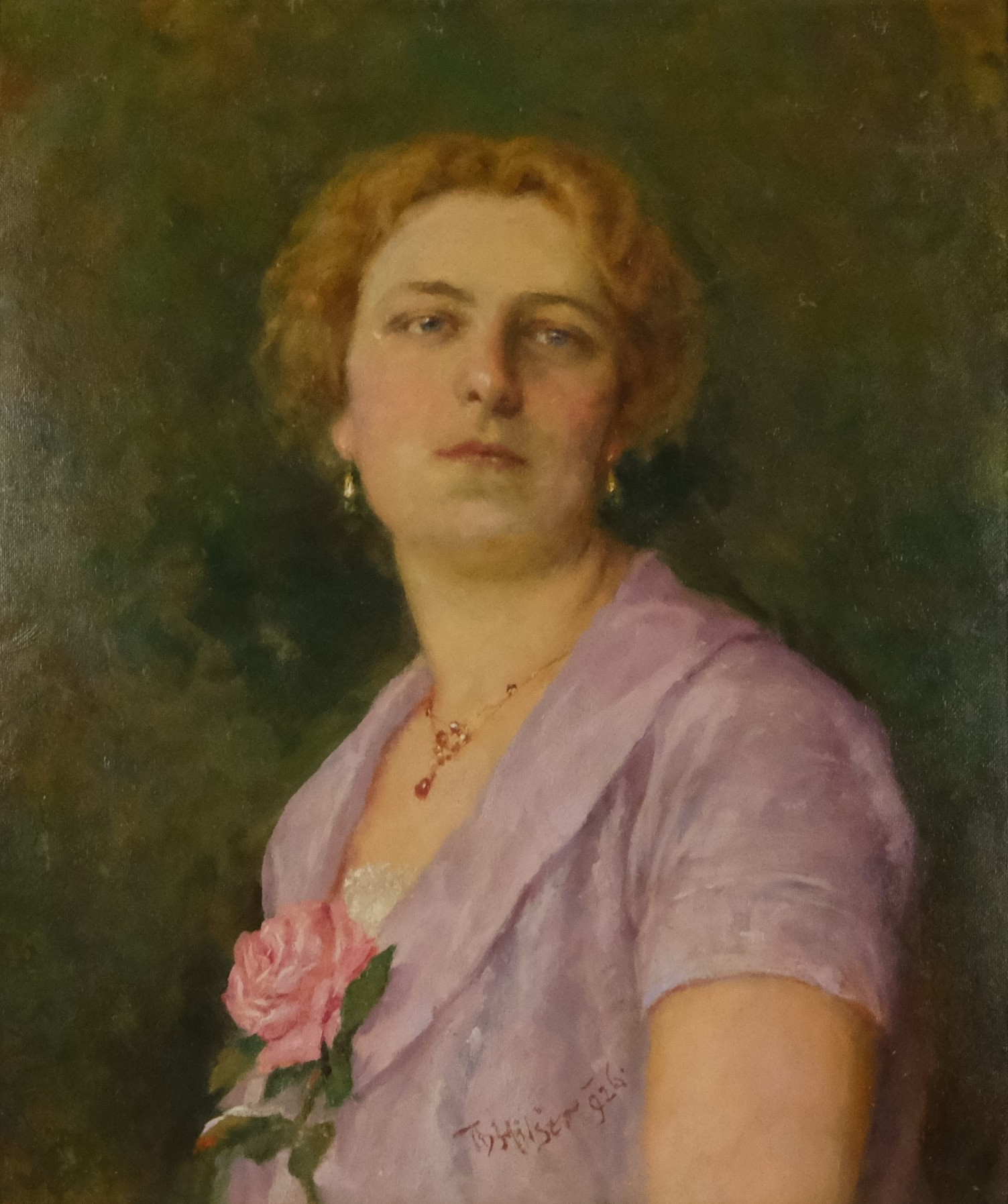
Dáma s růží (olej na kartonu)
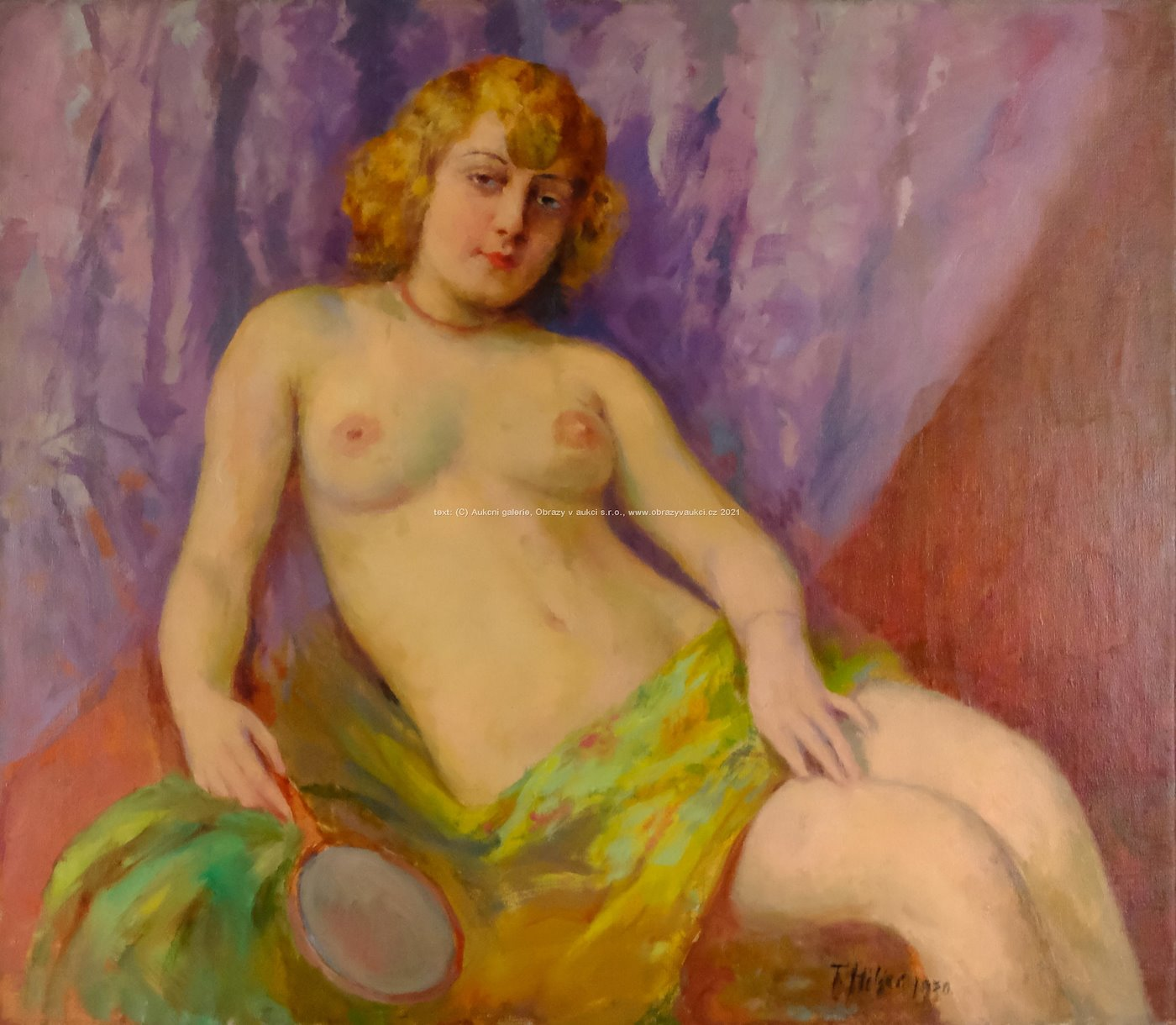
Dívka se zrcátkem (Olej na plátně) 1930
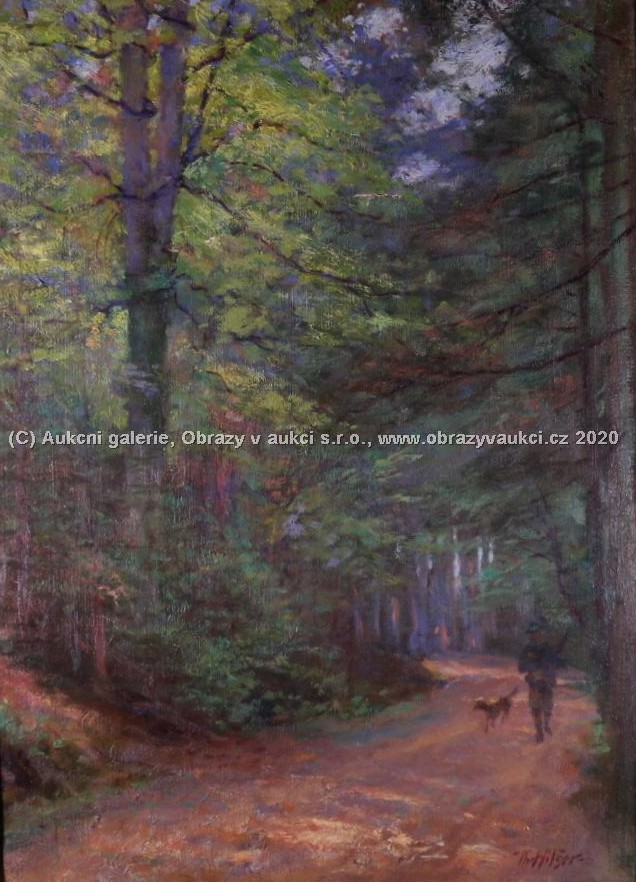
Myslivec na obchůzce (Olej na plátně)
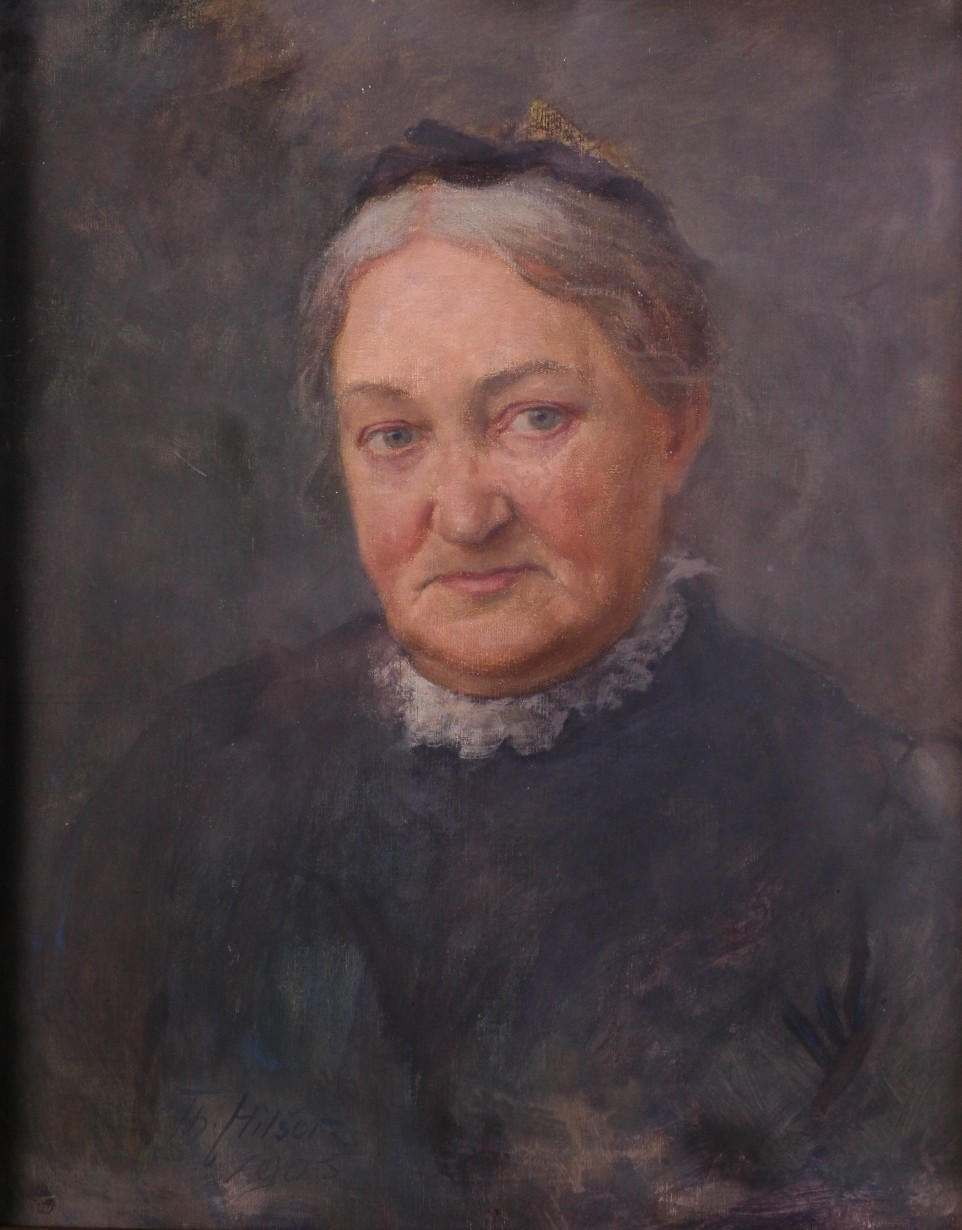
Josefína Hilšerová (Olej na plátně)
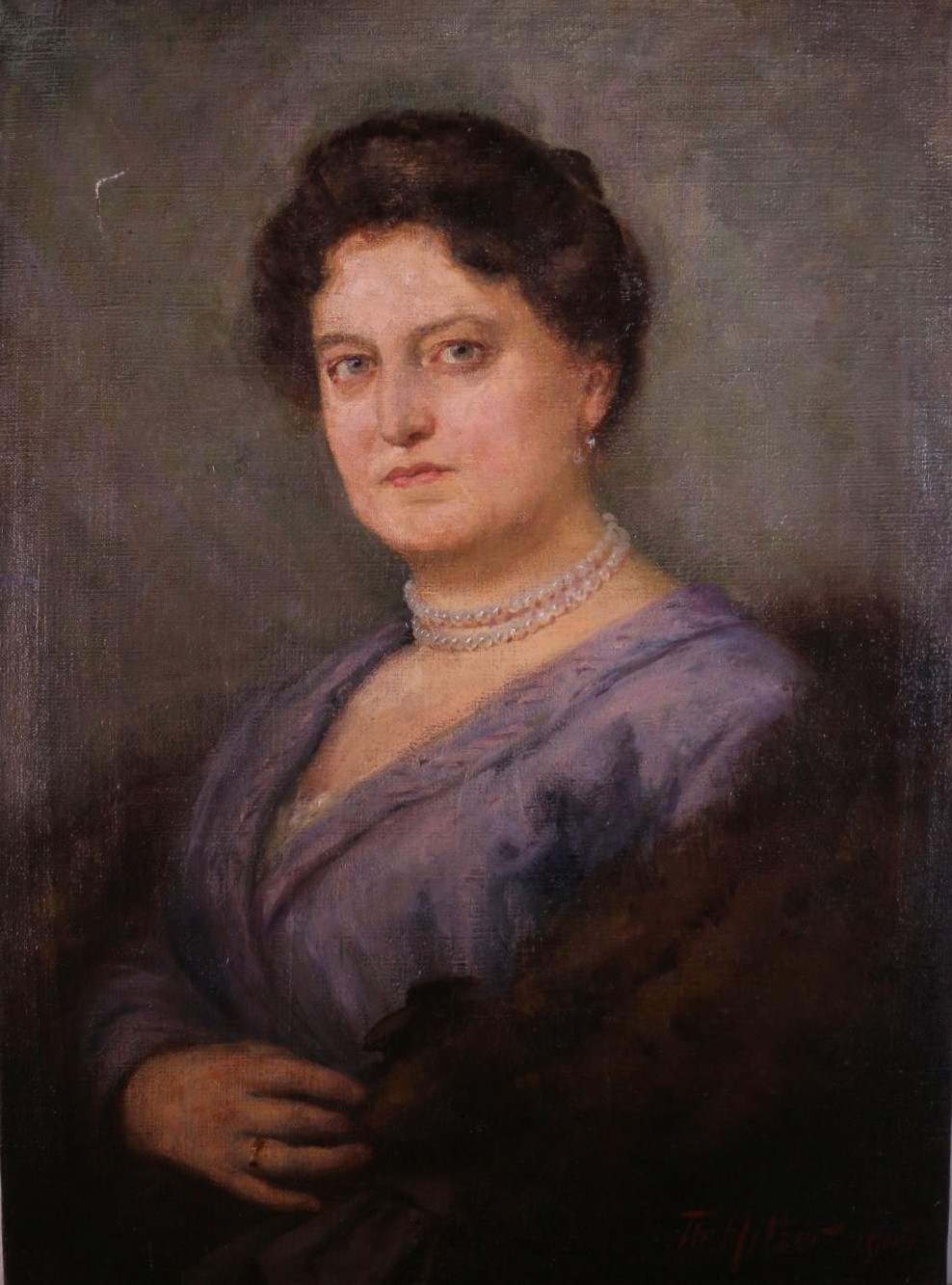
Karla Hilšerová, sestra Theodora Hillera (Olej na plátně) 1906
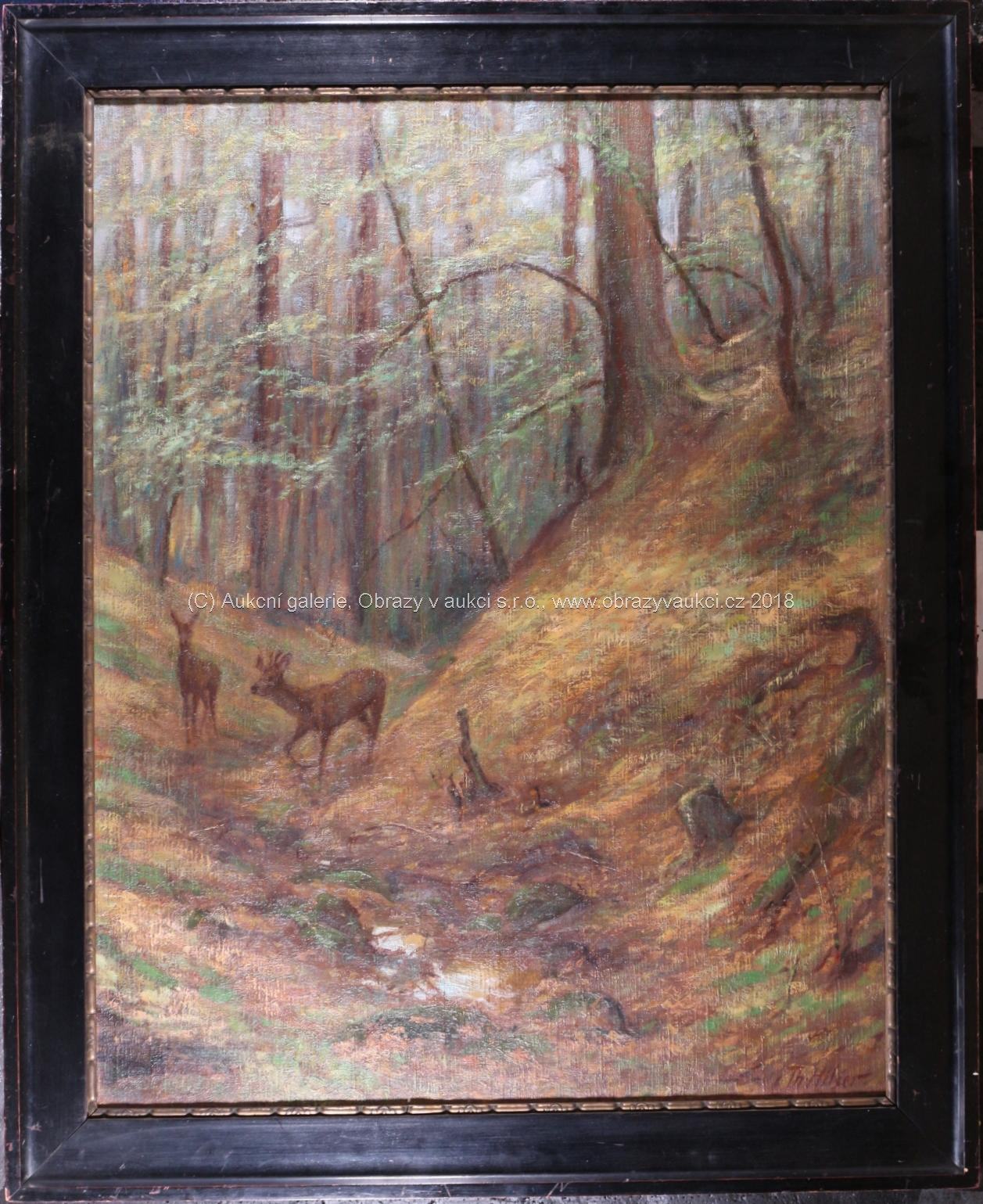
Srnky v lese (Olej na plátně)
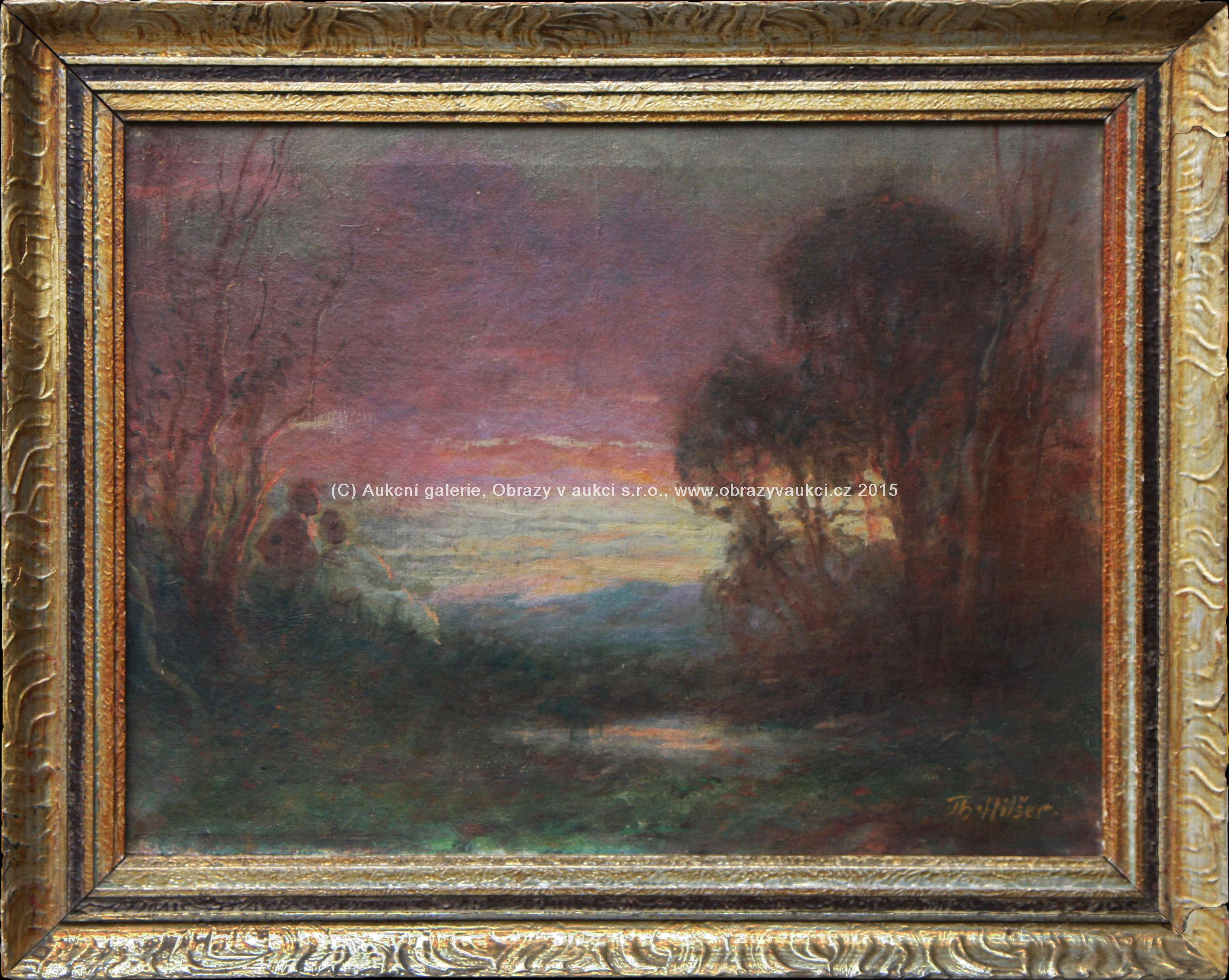
Večer na vyhlídce (Olej na plátně)
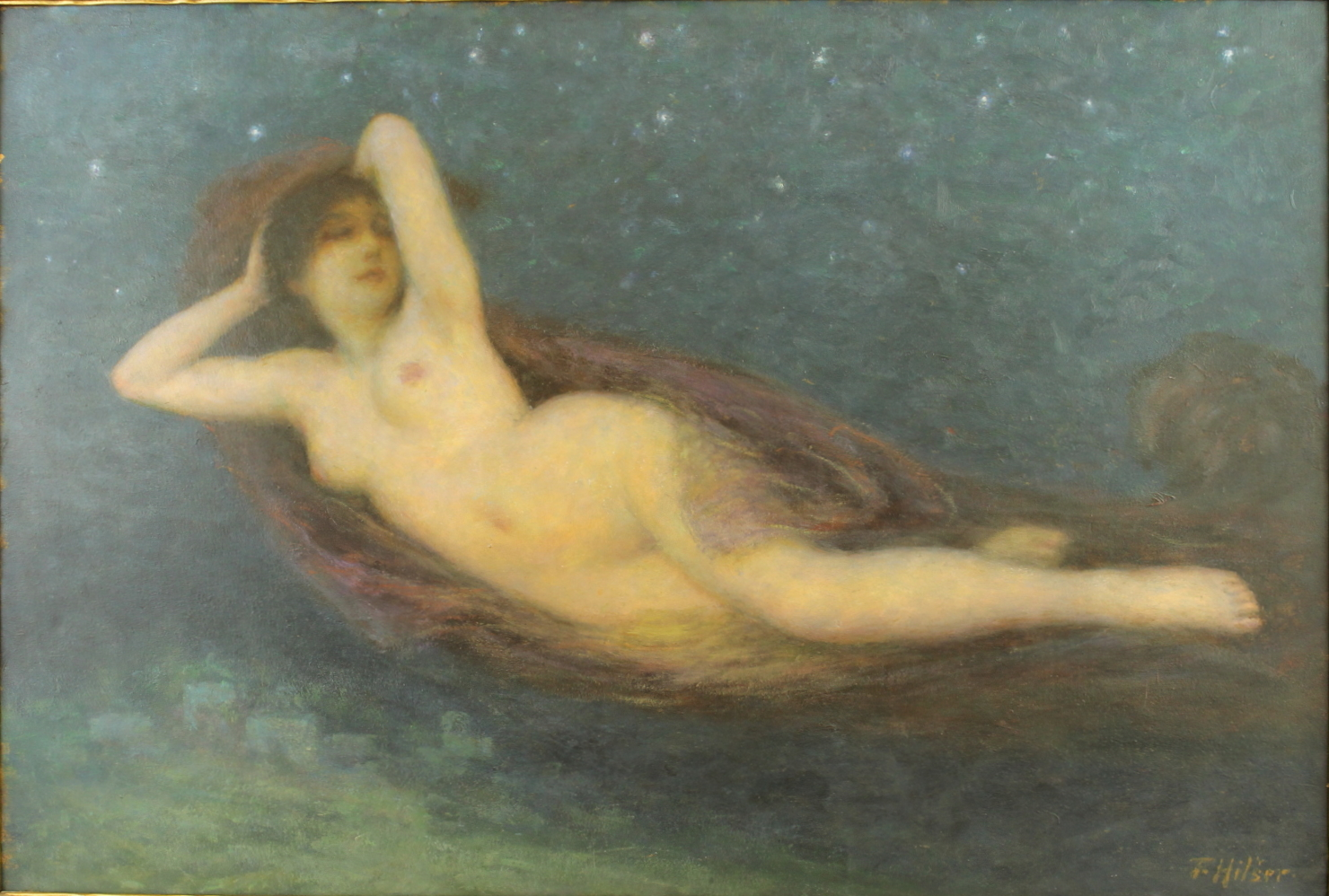
Dívčí akt (olej na kartonu)